# Tidone
Il Tidone è un torrente dell'Appennino piacentino, affluente di destra del fiume Po.

## Idronimo
Si è diffusa la leggenda fantasiosa secondo cui l'origine del nome risalirebbe ad un centurione impegnato nella battaglia della Trebbia, la cui acqua era diventata rossa per il sangue versato dai soldati deceduti; egli, trovando questo torrente di acqua pura con cui dissetarsi presso Casa Matti di Romagnese, ringraziò dicendo: O Valle ti dono questo anello e ti dono avrebbe subito il mutamento nell'odierno Tidone.
Stanislao Bardetti, nel testo postumo Della lingua de' primi abitatori dell'Italia (1773), riporta che il significato della parola Tidone sarebbe la spiegazione nell'antico ligure del termine torrente. Essendo, il termine, composto da on, ossia avon abbreviato, che significa acqua, e di tid, che sta per tempo, tidon significherebbe acqua temporanea, a ricordare i periodi di secca e di piena dei corsi d'acqua a carattere torrentizio .

## Percorso

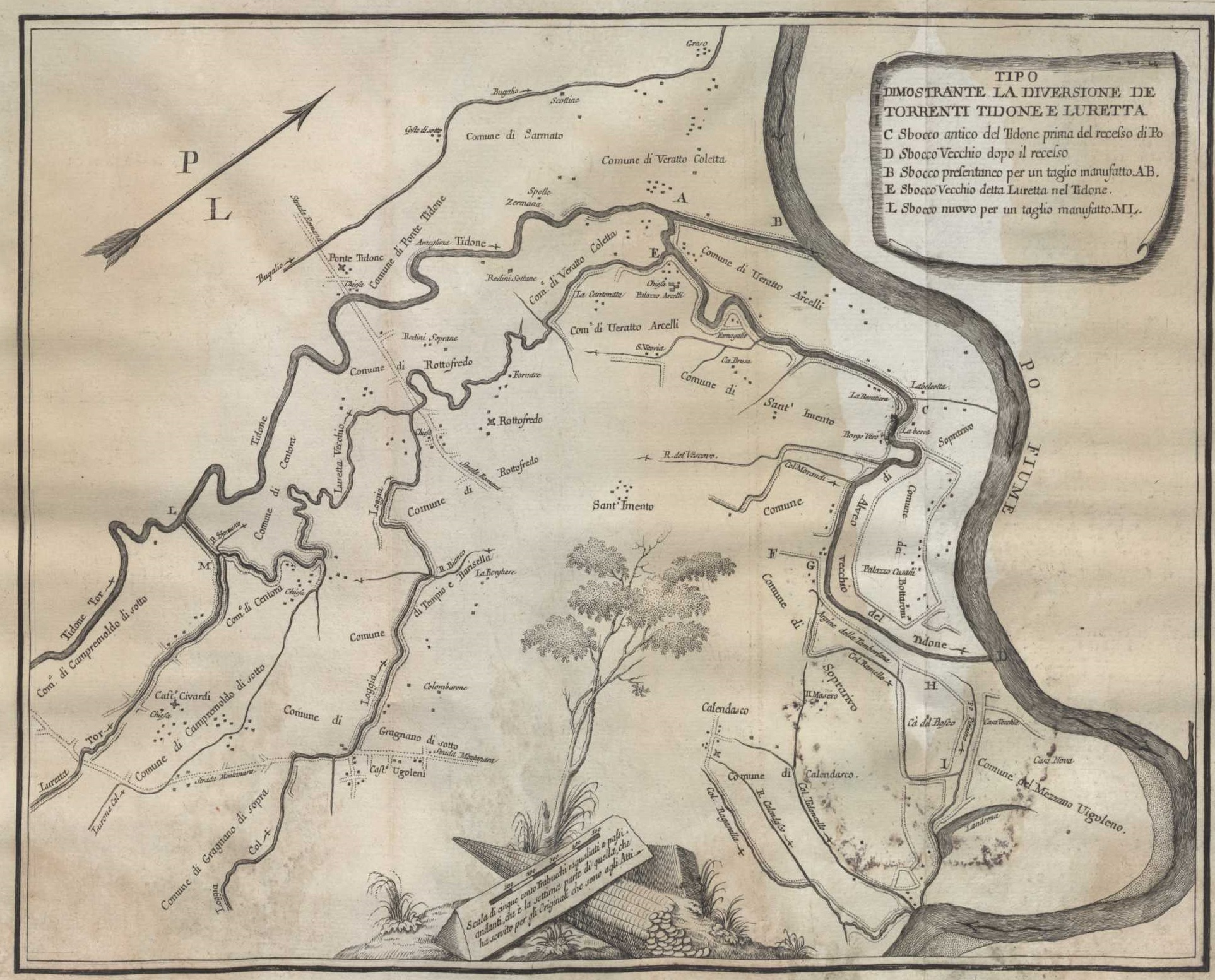
Mappa dei torrenti Tidone e Luretta della metà del XVIII secolo. Da Intorno al nuovo taglio del Tidone e della Luretta di Giovanni Antonio Lecchi, 1750.

Il torrente nasce a oltre 1000 m di quota, da sorgenti situate sul versante settentrionale del monte Penice, nell'Appennino ligure, in provincia di Pavia nel comune di Menconico. 
Scorre quindi in una stretta valle appenninica (la cui parte alta è in territorio pavese e le parti media e bassa in territorio piacentino) denominata appunto val Tidone, in cui è situato il piccolo borgo di Romagnese.
In prossimità di Molato di Nibbiano, ove si trova il confine tra le province di Pavia e Piacenza, una poderosa diga realizzata negli anni venti del XX secolo forma il lago di Trebecco, un bacino di modesta estensione la cui acqua è destinata all'irrigazione e ad una piccola produzione di energia elettrica.
Dopo l'attraversamento di Pianello Val Tidone, il torrente abbandona gli ultimi rilievi collinari per intraprendere un corso piuttosto tortuoso nel breve tratto pianeggiante che precede la confluenza nel Po, presso Veratto di Sarmato.
Il Tidone riceve lungo il suo corso gli apporti idrici di alcuni brevi torrenti che scendono dai circostanti rilievi montuosi. Tra di essi, i più importanti sono: il Morcione, il Tidoncello, il Chiarone e la Luretta. Lo sbocco odierno della Luretta nel Tidone è stato modificato nel tempo, è il risultato dei lavori di riordino e bonifica del 1750, che deviarono il Rio Lurone e il Rio Roggia, allora confluenti nella Luretta, collegandoli tra loro e facendoli confluire direttamente nel Po.

## Affluenti

### Torrenti in sinistra idrografia
-Rio Cornaiola, sfocia nei pressi della foce del Tidone, nasce presso Castelnovo val Tidone.
-Torrente Gualdora, (7 km) sfocia a Trevozzo, comune di Alta Val Tidone, nasce a Pizzofreddo.

### Torrenti in destra idrografia
-Torrente Luretta, uno dei principali affluenti del Tidone.
-Torrente Lisone (4,5 km), sfocia nei pressi di Casaleggio, comune di Agazzano e nasce a nei pressi di Montecanino, comune di Piozzano.
-Torrente Chiarone (7 km), che percorre la Val Chiarone e da cui prende il nome l'omonima frazione, comune di Pianello Val Tidone.
-Torrente Tidoncello, l'altro principale affluente del Tidone.

## Storia

Giovanni Antonio Lecchi, Parere intorno al nuovo taglio del Tidone, e della Luretta, XVIII secolo

Nel corso della guerra di successione austriaca durante la battaglia del Tidone presso Piacenza il 10 agosto 1746 la cavalleria sabauda durante la guerra contro Francia e Spagna fu protagonista in uno scontro che vide il Reggimento "Dragoni del Re" vittorioso con la cavalleria austriaca conquistando due Stendardi, quello del reggimento "Lusitania" e quello del reggimento "Dauphin".